# Paternalismo
Paternalismo é o nome que dá-se a ações que limitam a autonomia e/ou a liberdade de certa pessoa ou grupo para o próprio bem destes. O paternalismo também pode implicar que tal comportamento é contra, ou à revelia, da vontade da pessoa atingida, ou também, que o comportamento expressa uma atitude de superioridade perante os outros. Paternalismo e paternalista são palavras que têm sido usadas em sentido pejorativo. Paternalismo direcionado para adultos é avaliado às vezes como tratá-los como se fossem crianças.

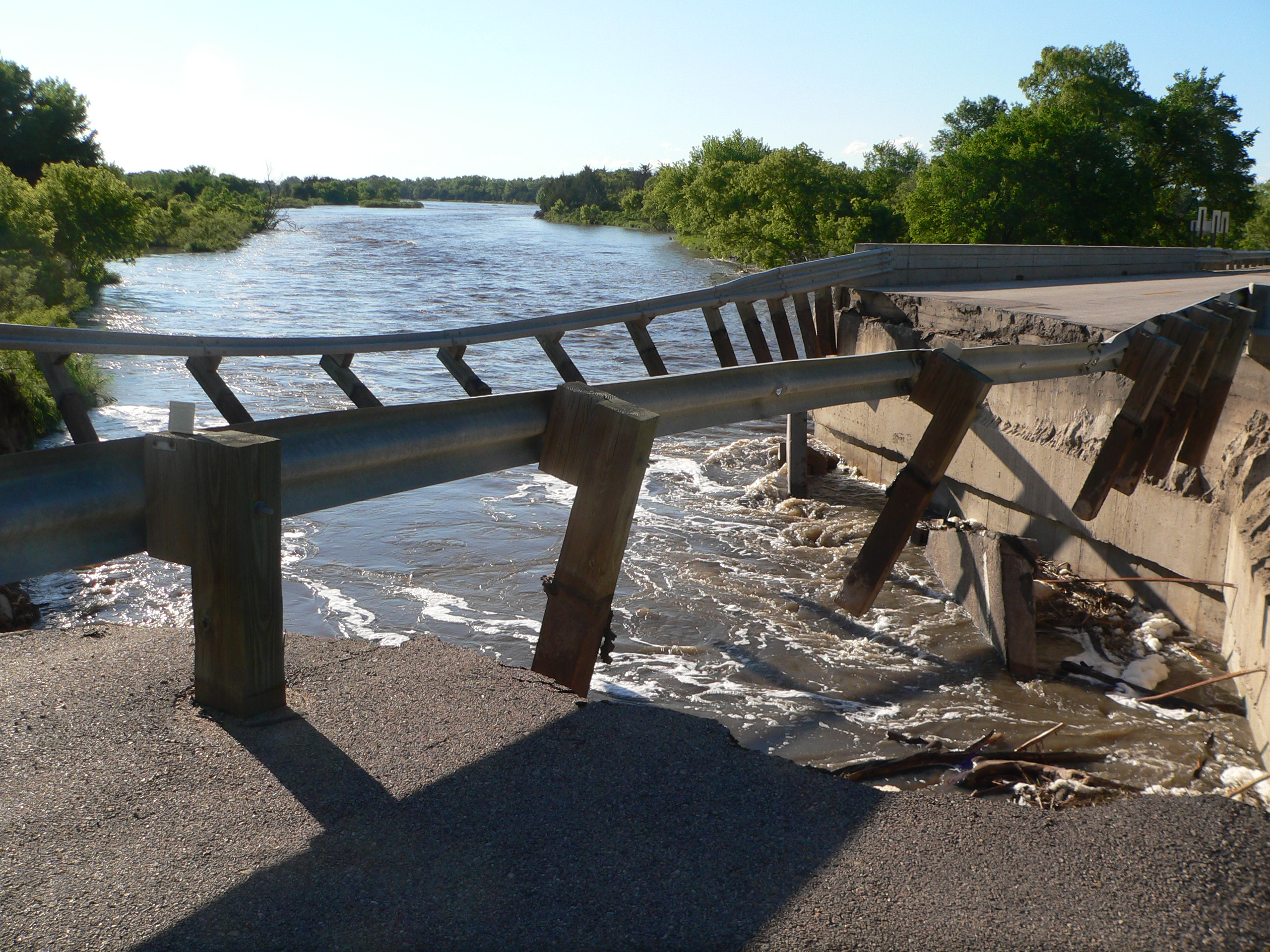
Se uma pessoa for mandada à ponte-que-caiu, podemos mesmo impedi-la de chegar lá?

Certas pessoas fazem uma distinção entre paternalismo moderado e paternalismo exacerbado. John Stuart Mill dá o exemplo de uma pessoa prestes a atravessar uma ponte danificada. Neste cenário hipotético, não podemos simplesmente informar à pessoa, pois ela não fala nossa língua. De acordo com os defensores do paternalismo moderado, é correto impedir a pessoa de atravessar a ponte, para então de alguma forma avaliar se ela sabe do dano à estrutura. Se a pessoa souber, e ainda assim quiser seguir em frente, pular da ponte, e cometer suicídio, é a forma como ela deseja empregar o livre-arbítrio, e deveríamos deixá-lo fazê-lo. Já os defensores do paternalismo exacerbado defendem que, ao menos em alguns casos, temos o direito de impedir a pessoa de atravessar a ponte e cometer suicídio.